# Танака, Элли
Элли Танака (Elly Tanaka; род. 1965, Бостон) — американский учёный.
Доктор философии (1993), профессор, с 2016 года старший учёный Research Institute of Molecular Pathology. Отмечена Ernst Schering Prize (2017), премией Эрвина Шрёдингера (2018), FEBS/EMBO Women in Science Award (2020). Членкор Австрийской академии наук (2021). Член НАН США (2023).
Изучала биохимию на бакалавриате Гарварда, занималась там в 1983—1987 гг., получила степень бакалавра биохимии.
Степень доктора философии по биохимии получила в Калифорнийском университете в Сан-Франциско в 1993 году, для чего числилась там с 1987 года. Занималась на кафедре биохимии c Marc Kirschner.
Являлась постдоком в Университетском колледже Лондона — у Jeremy Brockes. С 1999 года групп-лидер в Max Planck Institute of Molecular Cell Biology and Genetics. С 2008 года профессор Дрезденского технического университета. С 2016 года старший учёный Research Institute of Molecular Pathology. Член Academia Europaea (2015).
Член EMBO. С 2017 года член AcademiaNet. Также отмечена German Stem Cell Network Female Scientist Award (2017).
Автор работ в Science и Nature.